# Каліпсо (Північна Кароліна)
Каліпсо (англ. Calypso) — місто (англ. town) в США, в окрузі Даплін штату Північна Кароліна. Населення — 327 осіб (2020).

## Географія
Каліпсо розташоване за координатами 35°9′17″ пн. ш. 78°6′16″ зх. д. / 35.15472° пн. ш. 78.10444° зх. д. (35.154652, -78.104575).  За даними Бюро перепису населення США в 2010 році місто мало площу 2,56 км², з яких 2,56 км² — суходіл та 0,00 км² — водойми.

## Демографія
Згідно з переписом 2010 року, у місті мешкало 538 осіб у 205 домогосподарствах у складі 146 родин. Густота населення становила 210 осіб/км².  Було 240 помешкань (94/км²).
Расовий склад населення:
| - 54,8 % — білих - 19,3 % — чорних або афроамериканців - 0,7 % — вихідців з тихоокеанських островів - 0,4 % — корінних американців - 21,4 % — осіб інших рас |

До двох чи більше рас належало 3,3 %. Частка іспаномовних становила 26,0 % від усіх жителів.
За віковим діапазоном населення розподілялося таким чином: 23,0 % — особи молодші 18 років, 61,8 % — особи у віці 18—64 років, 15,2 % — особи у віці 65 років та старші. Медіана віку мешканця становила 38,6 року. На 100 осіб жіночої статі у місті припадало 92,1 чоловіків;  на 100 жінок у віці від 18 років та старших — 97,1 чоловіків також старших 18 років.
Середній дохід на одне домашнє господарство  становив 44 149 доларів США (медіана — 37 750), а середній дохід на одну сім'ю — 49 223 долари (медіана — 41 000). Медіана доходів становила 32 917 доларів для чоловіків та 19 531 долар для жінок. За межею бідності перебувало 32,7 % осіб, у тому числі 56,9 % дітей у віці до 18 років та 3,2 % осіб у віці 65 років та старших.
Цивільне працевлаштоване населення становило 235 осіб. Основні галузі зайнятості: освіта, охорона здоров'я та соціальна допомога — 23,0 %, виробництво — 15,3 %, роздрібна торгівля — 14,9 %.